# Ракович, Милован
Милован Ракович (серб. Милован Раковић; родился 19 февраля 1985 года в Ужице, СФРЮ) — сербский профессиональный баскетболист, играет на позиции центрового. Выступает за баскетбольный клуб «Юнион» (Невшатель).

## Карьера

### Клубная
Начинал клубную карьеру в малоизвестных клубах Сербии. В 2007 году выставил свою кандидатуру на драфт НБА, в котором был выбран под 60 номером командой «Даллас Маверикс», однако затем был продан в «Орландо Мэджик». В течение трех сезонов выступал в России за санкт-петербургский «Спартак», в 2010 году перешёл в клуб итальянской лиги «Сиена». В июле 2011 года был отдан в аренду на год литовскому «Жальгирису».
10 июля 2012 года Ракович подписал двухлетний контракт с испанской командой «Бильбао».
25 июля 2013 года перешёл в подмосковную команду «Триумф».

### Международная
Выступал за СФРЮ на юношеском Евробаскете (до 16 лет), с которой в 2001 году завоевал золотые медали. За взрослую сборную Ракович не сыграл ни одного матча.